# Joseph Montoya

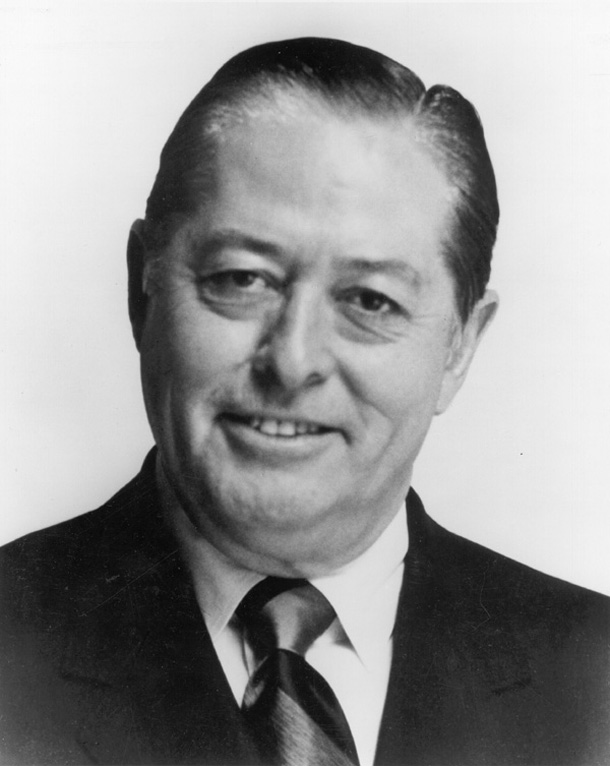
Joseph Montoya

Joseph Manuel Montoya (* 24. September 1915 in Pena Blanca, Sandoval County, New Mexico; † 8. Juni 1978 in Washington, D.C.) war ein US-amerikanischer Politiker (Demokratische Partei), der den Bundesstaat New Mexico in beiden Kammern des Kongresses vertrat.

## Politische Laufbahn in New Mexico
Joseph Montoyas Vorfahren waren im 18. Jahrhundert aus Spanien in das Gebiet des heutigen Staates New Mexico eingewandert. Er besuchte als Junge zunächst die öffentlichen Schulen im Sandoval County und machte 1931 seinen Abschluss an der Bernalillo High School; danach setzte er seine Ausbildung am Regis College in Denver fort. 1934 begann er ein Studium der Rechtswissenschaften an der Law School der Georgetown University in Washington; vier Jahre später bestand er dort sein Examen. Ab 1939 praktizierte er in Santa Fe. Noch während seiner Studienzeit wurde Montoya 1936 in das Repräsentantenhaus von New Mexico gewählt, womit er der jüngste Abgeordnete in der Geschichte dieser Parlamentskammer war. 1938 erfolgte die Wiederwahl; im folgenden Jahr stieg er zum Vorsitzenden der demokratischen Mehrheitsfraktion (Majority Leader) auf.
1940 wechselte Montoya innerhalb der New Mexico Legislature in den Staatssenat, wobei er auch dort dessen jüngstes Mitglied wurde. Er trat zweimal erfolgreich zur Wiederwahl an, wurde Whip der demokratischen Mehrheitsfraktion und Vorsitzender des Justizausschusses. Von 1947 bis 1951 war er als Vizegouverneur der Stellvertreter von Gouverneur Thomas J. Mabry. Ein erster Versuch, ins Repräsentantenhaus der Vereinigten Staaten gewählt zu werden, schlug 1950 fehl. Stattdessen saß er von 1953 bis 1954 erneut im Senat seines Staates und war von 1955 bis 1957 ein weiteres Mal Vizegouverneur, diesmal unter Gouverneur John F. Simms.

## Kongressabgeordneter und Senator
Montoya trat 1957 zur Nachwahl um das Mandat des langjährigen Kongressabgeordneten Antonio M. Fernández an, der zuvor nur einen Tag nach seiner Wiederwahl verstorben war. Er ging als Sieger hervor und nahm ab dem 9. April 1957 den Sitz für den zweiten Wahlbezirk von New Mexico im Repräsentantenhaus ein. In der Folge wurde er dreimal im Amt bestätigt. Im Kongress erwarb sich Montoya einen Ruf als Vertreter der politischen Mitte, der seinen Aufgaben äußerst gewissenhaft nachging. Sein Schwerpunkt lag auf der Bildungspolitik; unter anderem war er der Verfasser eines Gesetzentwurfes zum Berufsschulwesen (Vocational Education Act). Ferner war er 1964 am Wilderness Act beteiligt, der dem Schutz der Wilderness Areas in den Vereinigten Staaten diente.
Im selben Jahr bewarb Montoya sich um den Sitz des verstorbenen Dennis Chavez im US-Senat. Bei der Nachwahl setzte er sich gegen den republikanischen Ex-Gouverneur Edwin L. Mechem durch, der eigens von seinem Amt zurückgetreten war, um das Senatsmandat kommissarisch zu übernehmen. Mit 54,7 Prozent der Stimmen erzielte Montoya einen sicheren Vorsprung. Er wechselte am 4. November 1964 in den Senat, wo er in zahlreichen Ausschüssen mitarbeitete, darunter der Watergate-Untersuchungsausschuss.
Nachhaltig war seine Mitarbeit im Landwirtschaftsausschuss, wo er sich um Qualitätsstandards bei Inspektion und Reglementierung im Bereich der Fleischverpackungsindustrie bemühte. Mit dem Wholesome Meat Act von 1967, dem Wholesome Poultry Act von 1968 und dem Clean Hot Dog Act von 1974 verfasste er Gesetzesentwürfe zur Beseitigung unhygienischer Zustände auf diesem Industriesektor. Weitere Arbeitsgebiete Montoyas waren die Bürgerrechte und die Gesundheitsversorgung; er unterstützte die Einrichtungen Medicare und Medicaid. Überdies engagierte er sich für den Umweltschutz und Regierungsprogramme für Senioren.
Nachdem er 1970 bestätigt worden war, stellte Montoya sich 1976 erneut zur Wiederwahl, unterlag jedoch mit 16 Prozentpunkten Rückstand dem Republikaner Harrison Schmitt, einem ehemaligen Astronauten, der 1972 als bislang letzter Mensch den Mond betreten hatte. Nach 20 Jahren musste er den Kongress am 3. Januar 1977 verlassen; im folgenden Jahr verstarb Joseph Montoya in der Bundeshauptstadt.